# Diecezja Kanady (katolikosat Cylicji)
Diecezja Kanady – jedna z dwóch diecezji Apostolskiego Kościoła Ormiańskiego w Kanadzie z siedzibą w Montrealu. Podlega katolikosowi Cylicji (druga kanadyjska diecezja znajduje się w jurysdykcji katolikosa eczmiadzyńskiego).
Biskupem diecezji jest Papken Czarian (2022).